# Roodkeelzwaluw
De roodkeelzwaluw (Hirundo lucida) is een zwaluw uit het geslacht Hirundo die voorkomt in Afrika.

## Kenmerken
De roodkeelzwaluw lijkt sterk op de boerenzwaluw, maar is iets kleiner: 15 cm lang en weegt 12 tot 14 gram. Deze zwaluw heeft meer roodbruin op de keel en ook gedeelte op de borst. Daaronder zit een donkere band die veel smaller is dan bij de boerenzwaluw. De staart is ook korter, met meer witte veren. Verder zijn er kleine verschillen tussen de ondersoorten.

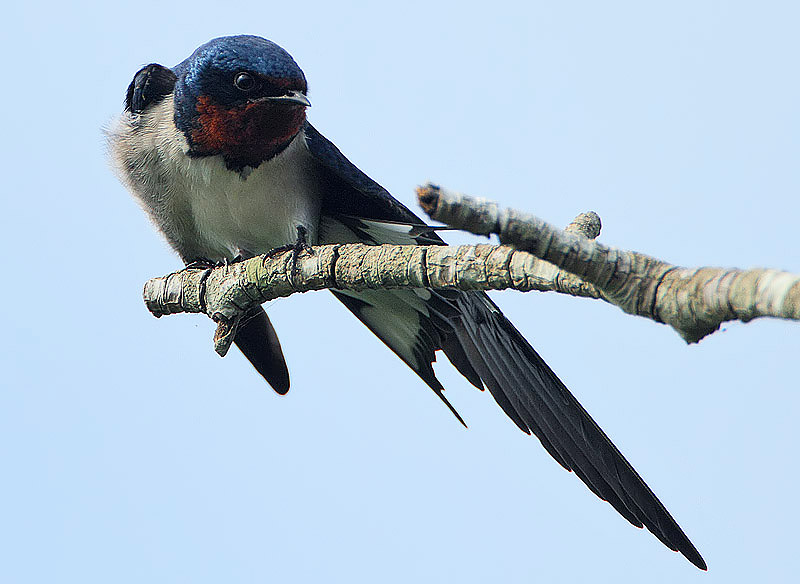
Foto uit Gambia.

## Verspreiding en leefgebied
Er zijn drie ondersoorten:
- H. l. lucida: van zuidwestelijk Mauritanië en Senegal tot Togo en Benin.
- H. l. subalaris: het Kongobekken.
- H. l. rothschildi: Ethiopië.

Het leefgebied bestaat uit open landschappen, grasland, savanne, moeras, rivieren, meren en bij menselijke nederzettingen. Zowel in laagland als in hoogland, in Ethiopië tussen de 1800 en 2750 m boven de zeespiegel.

## Status
De grootte van de populatie is niet gekwantificeerd. Men veronderstelt dat de soort in aantal vooruit gaat. Om deze redenen staat de roodkeelzwaluw als niet bedreigd op de Rode Lijst van de IUCN.